# Station Trustrup
Station Trustrup is een station in Deense plaats Trustrup. Het station ligt aan de lijn Aarhus - Grenaa en lag voorheen ook aan de lijn Ebeltoft - Trustrup.